# Rolstoeltennis

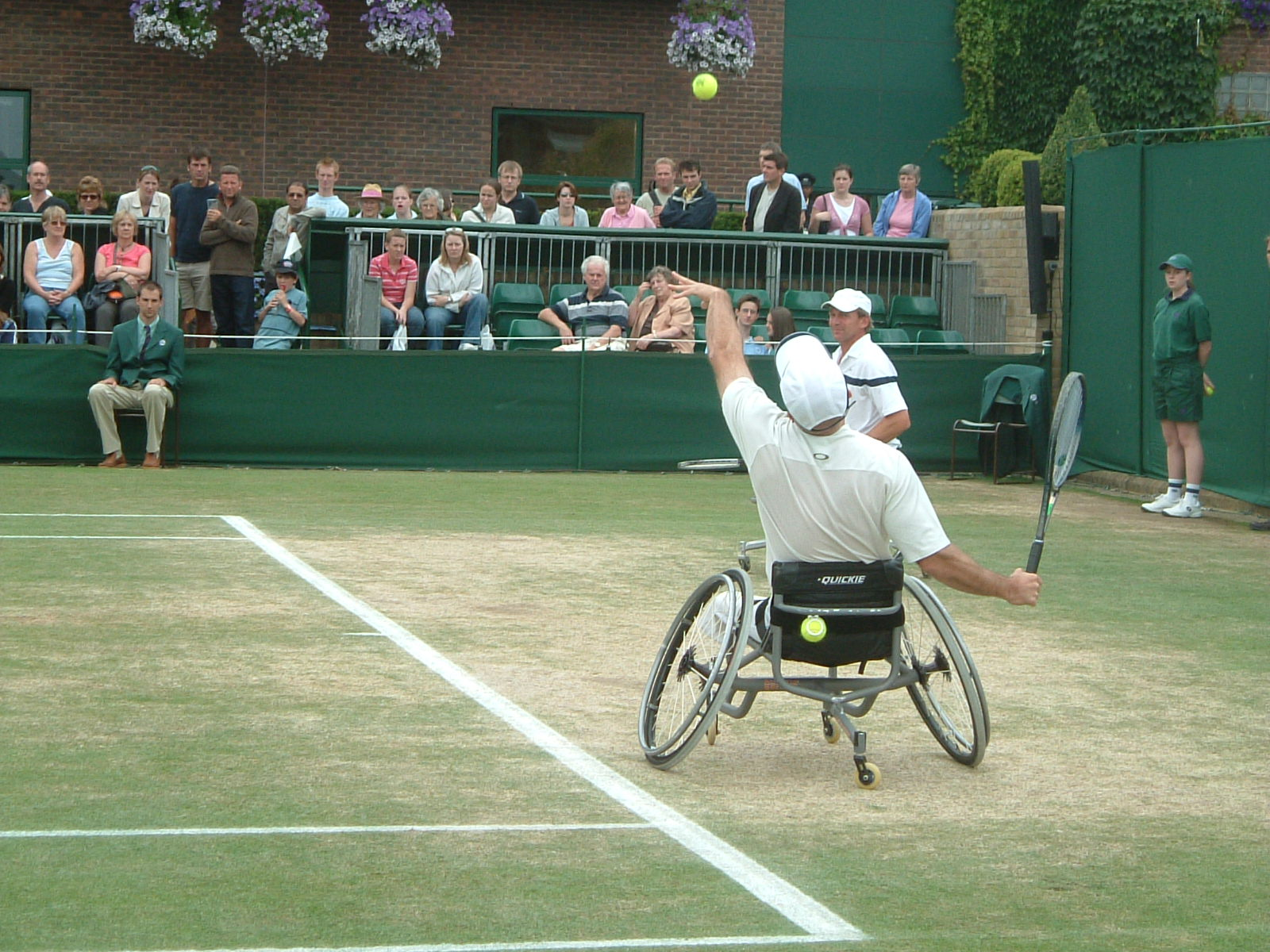
Rolstoeltennis, Wimbledon 2005

Rolstoeltennis is een tak van de tennissport. Alle spelers maken gebruik van een rolstoel. 

## Geschiedenis
In 1976 kwam de Amerikaanse Brad Parks op 18-jarige leeftijd in een rolstoel terecht. Vijf maanden na het ongeluk waardoor Parks verlamd raakte, probeerde hij op vakantie met zijn ouders een balletje te slaan. Hij ervoer dat het nodig was om de bal twee keer te laten stuiteren, en was meteen erg enthousiast over de sport. Een maand later ging Parks actief aan de slag met het rolstoeltennissen, samen met zijn therapeut Jeff Minnenbraker. In 1977 begonnen ze met het promoten van de sport en korte tijd later werd het eerste rolstoeltennistoernooi in de geschiedenis gehouden in Los Angeles. Sindsdien heeft de sport een grote groei doorgemaakt. In 1988 was het een demonstratiesport op de Paralympische Spelen en sinds 1992 is het een vast onderdeel van de zomerspelen. Vandaag de dag wordt de sport rolstoeltennis wereldwijd beoefend. De internationale toernooikalender telde in 2009 140 toernooien. De eindejaarskampioenschappen bestaan uit de Wheelchair Tennis Masters (voor enkelspel) en de Wheelchair Doubles Masters (dubbelspel). Daarnaast is er de World Team Cup, vergelijkbaar met de Davis Cup en Fed Cup in het valide tennis. Alle grandslamtoernooien organiseren een enkelspel- en dubbelspeltoernooi voor de mannen, vrouwen en quads.

## Nederland
Nederland hoort bij de toplanden binnen het rolstoeltennis. Op dit moment (februari 2015) staan er vier Nederlandse dames en twee Nederlandse heren in de top-10 van de wereld. Ook in het onderdeel Quad (zie De rolstoeltennisspeler) heeft Nederland in het verleden goede resultaten geboekt. Na zes Paralympische Spelen hebben de Nederlanders gezamenlijk 32 medailles gewonnen in het rolstoeltennis. De bekendste Nederlandse rolstoeltennissers zijn Esther Vergeer en Robin Ammerlaan.

## Spelregels
Bij rolstoeltennis worden de spelregels van het normale tennis gebruikt. Het enige verschil is dat de bal bij het rolstoeltennis twee keer mag stuiteren. Daarbij hoeft alleen de eerste stuit binnen de belijning te vallen. 
De rolstoel wordt als onderdeel van het lichaam beschouwd. Dus wanneer een rolstoeltennisser bij het serveren met een wiel over de achterlijn staat, is dat een 'voetfout' en raakt de bal de rolstoel voordat hij de grond raakt is het een punt voor de tegenstander.

## De rolstoeltennisspeler

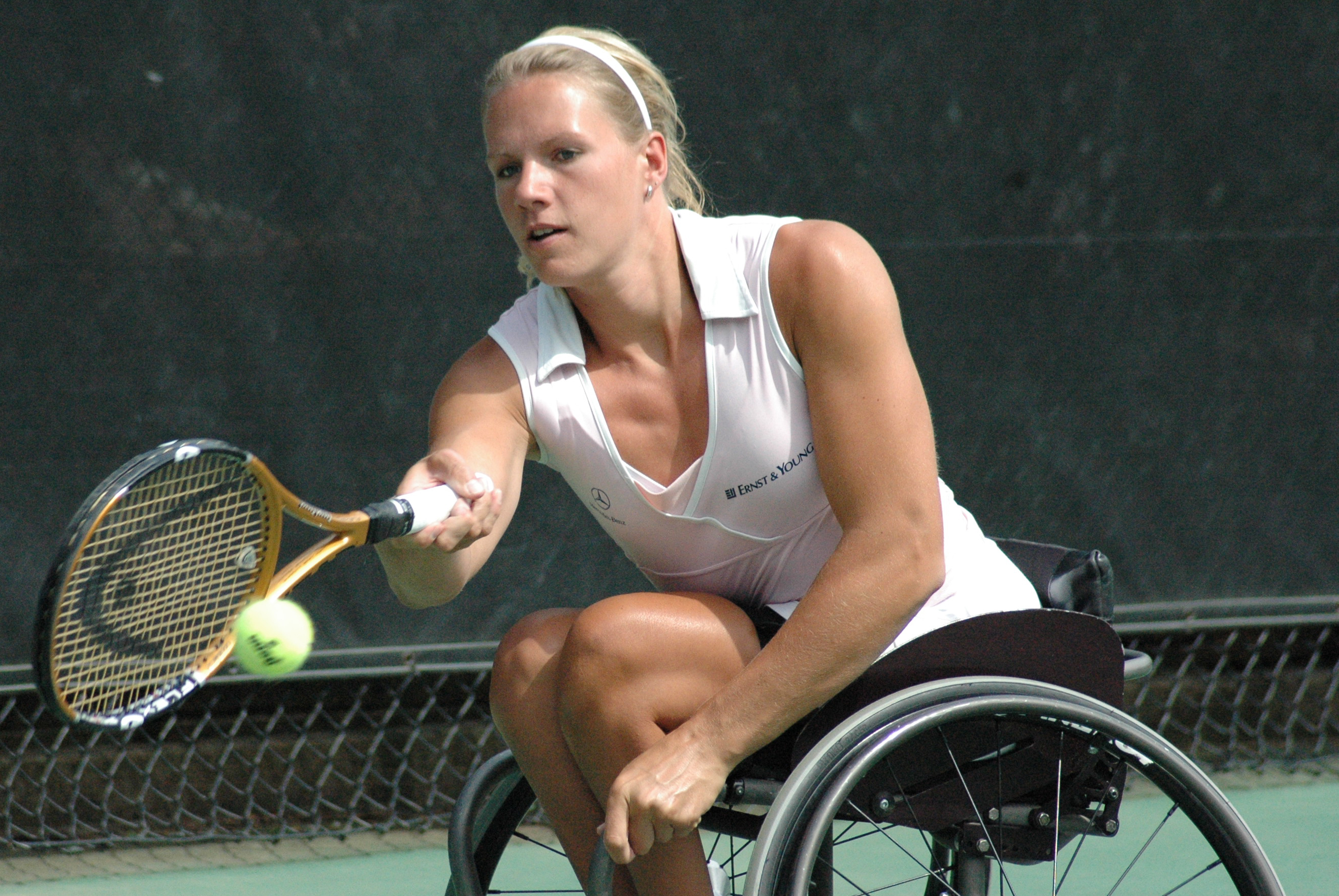
Rolstoeltennisster Esther Vergeer

Op de website van de KNLTB staat de volgende omschrijving van een rolstoeltennisser: 
"Een speler moet een permanente mobiliteitsgerelateerde fysieke aandoening hebben die medisch is gediagnosticeerd. Deze permanente fysieke aandoening moet resulteren in een substantieel functieverlies van een of beide onderste extremiteiten. 
Spelers moeten voldoen aan minimaal een van de volgende criteria:
1. Een neurologische aandoening op niveau S1 of proximaal, die gepaard gaat met verlies van motorische functie;
2. Verstijving of ernstige artrose en/of vervanging van de heup, knie of het bovenste enkelgewricht;
3. Amputatie van een gewricht van de onderste extremiteit, hoger dan de middenvoet;
4. Functieverlies van een of beide onderste extremiteiten, vergelijkbaar met 1, 2 of 3 zoals hierboven beschreven.

Quadspelers: 
Een speciale categorie vormen de quadspelers. Zij hebben naast functieverlies in een of beide onderste extremiteiten ook een beperking in een of beide armen of handen."

## Tennisrolstoel

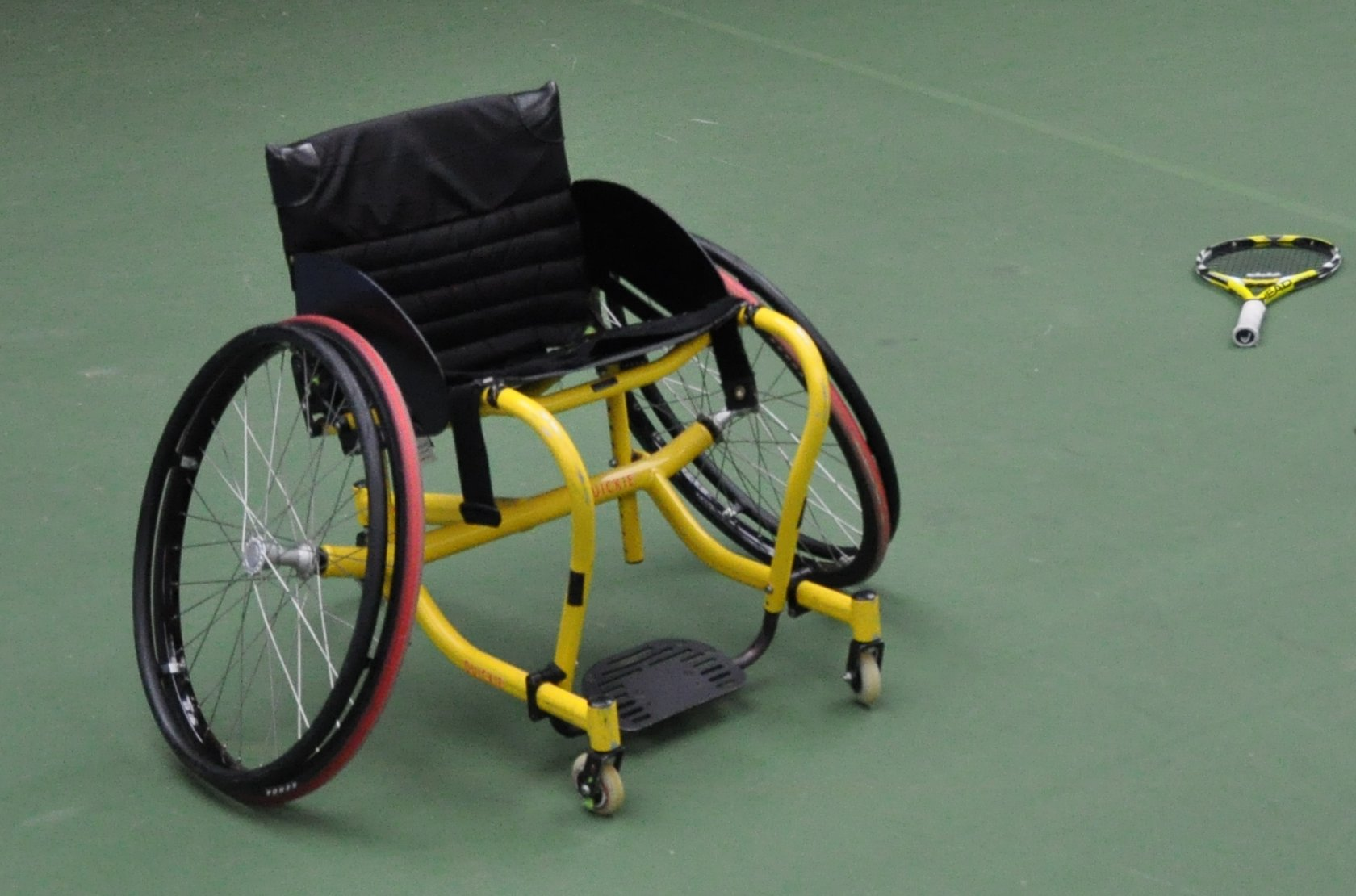
Tennisrolstoel

In de jaren 70 werd er nog getennist vanuit de rolstoelen die gebruikt werden in het dagelijks leven. Tegenwoordig wordt er uitsluitend gebruikgemaakt van sportrolstoelen. Er zijn speciale rolstoelen ontwikkeld voor de tennissport. Kenmerkend voor deze rolstoelen is dat de grote wielen in een hoek van 20 graden staan, waardoor er gemakkelijk gedraaid kan worden en de kans op zijwaarts omvallen met de rolstoel geminimaliseerd wordt. Daarnaast zit een rolstoeltennisser tijdens het sporten vastgebonden in de rolstoel, om zo het grootste rendement uit de bewegingen te kunnen halen. De tennisrolstoel is dan ook voorzien van diverse vastzetsystemen, waarmee de benen en soms de romp aan de rolstoel vastgebonden worden.